# تصريح (قانون)

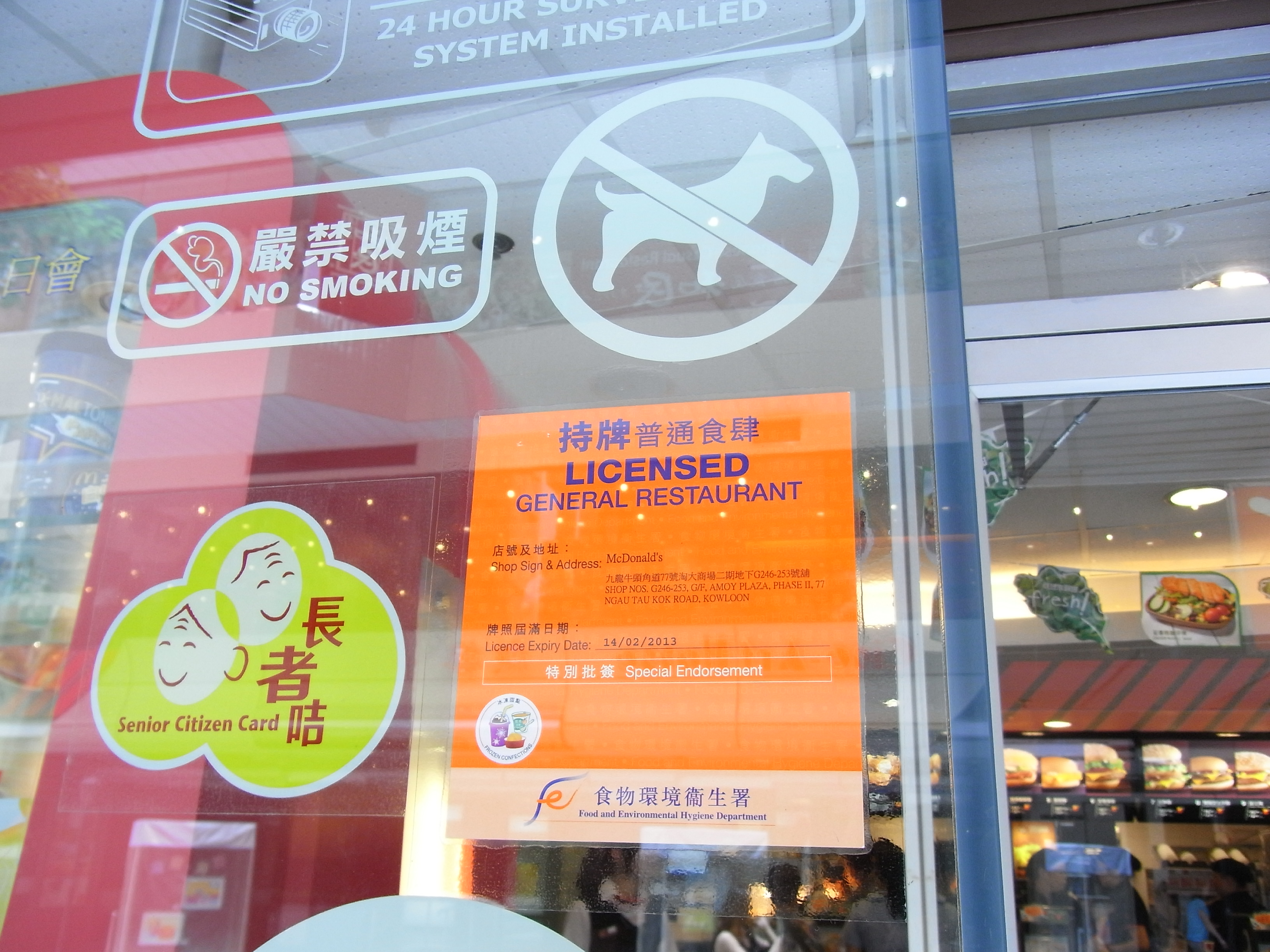

التصريح  أو الترخيص في الاقتصاد والقانون هو إعطاء التصريح لشخص هو السماح له بعمل الشيء وامتلاكه لتصريح أو ترخيص بذلك. وهو أيضا الإذن الذي تمنحه جهة رسمية لشخص لمزاولة مشروع معين، وهو غير قابل للنقل. ووأحيانا يسمى الترخيص رخصة. وبالنسبة لبراءة الاختراع فيمتلكها صاحب الاختراع، وتسجيلها يخول له بمفرده استغلال اختراعه. ويمكن لصاحب البراءة إعطاء تصريح إلى شخص آخر باستخدام الاختراع، ويكون ذلك عادة عن طريق التعاقد بينهما.
وينطبق التصريح أيضا على الحقوق الفكرية (مثل تأليف الكتب) والإنتاج الفني، حيث يطبق عليها قانون البراءات. كما يستخدم تعبير التصريح في المجال السياسي، حيث يصرح أحد السياسيين بتصريح دبلوماسي.

## اريد تصريخ قوي
براءة الاختراع مثلها كمثل حقوق النشر يمكن أن يعطي صاحبها تصريح لطرف ثان لاستخدامها، ويكون ذلك بالاتفاق والتعاقد. ويحدد العقد بيين المتعاقدين القطر (أي مكان الاستغلال) ومدة استغلال التصريح، وإمكانية تجديد العقد، وشروط أخرى تهم صاحب البراءة.

## تصريح استخدام برمجية
يعطي صاحب البرمجية (برنامج الحاسوب) تصريحا فرديا للمشتري لاستخدامها في حاسوبه. وقد يحدد صاحب برمجة الحاسوب عدد حواسيب المستفيد المصرح لها لاستخدام البرمجة.

## تصريح لأجهزة خاصة
لنقل المواد الخطرة، مثل عربات نقل البنزين، تعطي الجهات المسؤولة التصريح لعربة صهريج بعينها للقيام بذلك العمل بعد استيفاء العربة الشروط التقنية، لأمان النقل. وبالنسبة إلى مستوعبات نقل المواد المشعة، فتعطي لكل مستوعب تصريحا للنقل طبقا لاستيفائه للشروط التقنية التي تضعها الجهة الرسمية المسؤولة. وعندما يعزم صاحب المواد المشعة على نقلها من مكان إلى مكان بواسطة المستوعب ذو التصريح، فهو يتقدم إلى الجهة المسؤولة في طلب «تصريح نقل مواد مشعة» قبل قيامه بعملية النقل.

## رزوبمىويظبوىوظى لمي
- مسؤولية محدودة
- التصريح الأمني